# Парк из доба јуре (филм)
Парк из доба јуре (енгл. Jurassic Park) је научнофантастични трилер из 1993. године, који је режирао Стивен Спилберг. Први је филм у истоименој франшизи, први је филм у трилогији Парк из доба јуре и заснован је на истоименој књизи коју је написао Мајкл Крајтон. Радња филма смештена је на измишљено острво Исла Нублар, које се налази у близини пацифичке обале Централне Америке у близини Костарике. Тамо су богати бизнисмен Џон Хамонд и тим генетичара створили парк настањен диносаурусима. Када индустријска саботажа доведе до катастрофалног гашења електроенергетских објеката у парку и безбедносних мера, мала група посетилаца и Хамондових унука боре се да преживе и побегну са опасног острва.
Пре него што је Крајтонов роман објављен, четири студија су се надметала за његова филмска права. Уз подршку студија Universal Pictures, Спилберг је стекао филмска права за 1,5 милиона долара пре објављивања књиге 1990. године; Крајтон је ангажован за додатних 500.000 долара за адаптацију романа. Дејвид Кеп је написао коначни нацрт, који је изоставио велики део излагања радње и насиља у роману и направио бројне промене у ликовима.
Снимање је трајало у Калифорнији и на Хавајима од августа до новембра 1992, а постпродукција је трајала до маја 1993, под надзором Спилберга у Пољској док је снимао филм Шиндлерова листа. Диносауруси су креирани помоћу револуционарних компјутерски генерисаних слика и од аниматронских диносауруса у природној величини које је направио тим Стена Винстона. Да би приказао звучни дизајн филма, који је укључивао мешавину различитих животињских звукова за урлике диносауруса, Спилберг је уложио у стварање DTS-а, компаније специјализоване за формате дигиталног сараунд звука. Филм је такође прошао опсежну маркетиншку кампању од 65 милиона долара, која је укључивала уговоре о лиценцирању са преко 100 компанија.
Филм је премијерно приказан 9. јуна 1993. у Вашингтону, док је у америчким биоскопима издат 11. јуна исте године. Зарадио је преко 912 милиона долара током свог првобитног приказивања, постајући најуспешнији филм по заради свих времена, а овај рекорд је оборио Титаник 1997. године. Добио је позитивне критике критичара, који су нарочито похвалили специјалне ефекте, глуму, музику и режију. Након поновног објављивања 2013. године у 3Д формату, Парк из доба јуре је постао седамнаести и најстарији филм који је зарадио преко милијарду долара. Освојио је преко двадесет награда, укључујући Оскаре за најбољи звук, најбољу монтажу звука и најбоље визуелне ефекте. Филм прате наставци: Парк из доба јуре: Изгубљени свет (1997), Парк из доба јуре 3 (2001), Свет из доба јуре (2015), Свет из доба јуре: Уништено краљевство (2018), Свет из доба јуре: Надмоћ (2022) и Свет из доба јуре: Поново рођени (2025).

## Радња
Индустријалац Џон Хамонд створио је тематски парк настањен клонираним диносаурусима, Парк из доба јуре, на Исла Нублару, острву код костариканске обале. Након што је једног запосленог убио велоцираптор, инвеститори парка, које заступа адвокат Доналд Џенаро, захтевају да стручњаци посете парк и потврде његову безбедност. Џенаро позива математичара и теоретичара хаоса Ијана Малколма, док Хамонд позива палеонтолога др Алана Гранта и палеоботаничарку др Ели Сетлер. По доласку, група је шокирана видевши живе брахиосаурусе.
У центру за посетиоце парка, група сазнаје да је клонирање обављено екстракцијом ДНК диносауруса из праисторијских комараца сачуваних у ћилибару. ДНК из жаба је коришћен за попуњавање празнина у геному диносауруса, а да би се спречило размножавање, сви диносауруси су креирани као женке тако што је изостављено њихово излагање тестостерону током критичног периода у ембрионалном развоју. Група присуствује излегању бебе велоцираптора и посећује ограђени простор за рапторе. Током ручка, група расправља о етици клонирања и стварању парка; Малколм упозорава на импликације генетског инжењеринга и подсмева се концептуализацији парка, рекавши да ће се он неизбежно покварити.
Групи се придружују Хамондови унуци, Лекс и Тим Марфи, у обиласку парка, док Хамонд надгледа обилазак из контролне собе. Обилазак не иде како је планирано, већина диносауруса се не појављује и група наилази на болесног трицератопса; обилазак се прекида док се тропски циклон приближава Исла Нублару. Већина запослених у парку одлази на копно бродом, док се посетиоци враћају својим електричним туристичким возилима, осим Сетлерове, која остаје са ветеринаром парка да проучава трицератопсе.
Незадовољног главног компјутерског програмера Парка из доба јуре, Дениса Недрија, Доџсон, човек који ради за Хамондовог корпоративног ривала, подмитио је да украде оплођене ембрионе диносауруса. Недри деактивира безбедносни систем парка да би добио приступ складишту ембриона и чува ембрионе у посудама прерушеним у конзерве креме за бријање. Недријева саботажа такође прекида струју туристичким возилима, остављајући их заробљене баш када су се налазили у близини станишта тираносаурус рекса. Већина електричних ограда парка је такође деактивирана, што омогућава тираносаурусу да побегне и нападне групу. Након што тираносаурус преврне путничко возило, он повређује Малколма и прождире Џенара, док Грант, Лекс и Тим беже. На путу да испоручи ембрионе на острвском пристаништу, Недри се губи на киши, судара свој џип, након чега га убија дилофосаурус.
Сетлерова помаже ловцу Роберту Малдуну у потрази за преживелима; опорављају повређеног Малколма, али их тираносаурус отера пре него што успеју да пронађу Гранта, Тима и Лекс, који се склањају у крошњу дрвета и наилазе на брахиосауруса. Њих троје касније откривају сломљене љуске јаја диносауруса, а Грант закључује да су се диносауруси размножавали, што се догодило због њиховог ДНК жаба—неке западноафричке жабе могу променити свој пол у једнополном окружењу, дозвољавајући диносаурусима да то учине такође.
У немогућности да дешифрују Недријев код за поновно активирање безбедносног система, Хамонд и главни инжењер Реј Арнолд поново покрећу систем парка. Група искључује мрежу парка и повлачи се у бункер за хитне случајеве, док Арнолд одлази у објекат за одржавање да заврши процес поновног покретања. Када Арнолд не успе да се врати, Сетлерова и Малдун одлазе у овај објекат. Откривају да је искључење деактивирало преостале ограде и пустило велоцирапторе. Малдун одвлачи пажњу раптора, док Сетлерова иде да поново укључи струју, након чега је напада раптор и она открива Арнолдову одгрижену руку. У међувремену, друга два раптора затекну Малдуна и убијају га.
Грант, Тим и Лекс стижу до центра за посетиоце. Грант креће да тражи Сетлерову, остављајући Тима и Лекс унутра. Тима и Лекс прогоне раптори у кухињи, али они беже и придружују се Гранту и Сетлеровој, који су се вратили. Група стиже до контролне собе, где Лекс користи компјутер да обнови напајање парка, дозвољавајући Хамонду да позове помоћ. Док њих четворо покушавају да побегну кроз предњи улаз, раптори их сатерају у ћошак, али они побегну када се појави тираносаурус и убије рапторе. Хамонд стиже џипом са Малколмом, а група се укрцава у хеликоптер и напушта острво.

## Улоге
| Глумац            | Улога                             |
| ----------------- | --------------------------------- |
| Сем Нил           | др Алан Грант                     |
| Лора Дерн         | др Ели Сетлер                     |
| Џеф Голдблум      | др Ијан Малком                    |
| Боб Пек           | Роберт Малдун                     |
| Ричард Атенборо   | Џон Хамонд                        |
| Самјуел Л. Џексон | Реј Арнолд                        |
| Вејн Најт         | Денис Недри, главни програмер     |
| Мартин Фереро     | Доналд Џенаро, адвокат            |
| Б. Д. Вонг        | доктор Хенри Ву, главни генетичар |
| Аријана Ричардс   | Лекси Марфи, унука Хамонда        |
| Џозеф Мацело      | Тими Марфи, млађи брат Лекси      |
| Мигел Сандовал    | Хуанито Росагно                   |

## Пријем код публике
Филм је добио позитивне критике. Њујорк тајмс и Ролинг стоун су га описали као нешто до сада невиђено, визуелно прелепо и интересантно остварење.
Парк из доба јуре укупно је зарадио 914.691.118 милиона долара, својевремено постајући филм са највећом зарадом у историји филма, на том месту наслеђујући други Спилбергов филм Е. Т. ванземаљац. Пет година касније Титаник је постао филм са највећом зарадом.
На додели Оскара 1994. филм је освојио три и то за звук, визуелне ефекте и звучне ефекте.

## Наставци
1997. појавио се други део у франшизи Парк из доба јуре: Изгубљени свет, а 2001. и трећи део под називом Парк из доба јуре 3. Четврти део представља почетак нове трилогије.